# Антропов, Николай Александрович (1796)
Николай Александрович Антропов (1796—1851) — управляющий Бронницкого конного завода; статский советник.

## Биография
Родился в 1796 году. Воспитывался в 1-м кадетском корпусе, где подружился с Рылеевым. Принял участие в Отечественной войне 1812 года и заграничных походах русской армии 1813-1814 годов.
В 1825 году был ротмистром Астраханского кирасирского полка. После восстания 14 декабря 1825 года написал своему другу Рылееву письмо (03.01.1826), которое стало причиной его ареста. Был допрошен следственной комиссией 1-й армии в Могилёве. Рылеев показал, что Антропов членом тайных обществ не был и 6 сентября 1826 года он был освобождён с переводом в Нежинский конно-егерский полк; приказом от 9 сентября 1826 года был переименован в капитаны. Николай I повелел ежемесячно докладывать о его поведении. Эти рапорты поступали до 20 ноября 1828 года, когда император приказал: «Прекратить впредь таковые донесения <…> продолжая, однако же, тайный и бдительный надзор».
За выслугу лет 6 декабря 1836 года был награждён орденом Св. Георгия 4-й степени. Из подполковников Московского драгунского полка 16 ноября 1844 года был определён, в чине коллежского советника, управляющим Бронницкого конного завода со званием унтер-шталмейстера.
Умер в Санкт-Петербурге 1 (13) января 1851 года в чине статского советника придворной конюшенной конторы. Похоронен на Волковском православном кладбище.